# Шумило Наталя Микитівна
Наталя Микитівна Шумило (19 березня 1947, Київ — 11 жовтня 2013, Київ) — українська літературознавиця, доктор філологічних наук, провідний науковий співробітник відділу літератури ХХ ст. Інституту літератури ім. Т. Г. Шевченка НАН України, лауреат премії імені Сергія Єфремова.

## Життєпис

Могила Наталі Шумило, Байкове кладовище

- 1970 — закінчила Київський національний університет імені Тараса Шевченка
- Науковий співробітник Київського літературно-меморіального музею Лесі Українки (1971).
- Редактор одного з відділів журналу «Радянське літературознавство» в Інституті літератури ім. Т. Г. Шевченка АН УРСР (1971—1977).
- 1984 захистила кандидатську дисертацію.
- 2004 — докторську.
- провідний науковий співробітник в Інституті літератури ім. Т. Г. Шевченка
- член спеціалізованої вченої ради в Інституті літератури ім. Т. Г. Шевченка
- член спеціалізованої вченої ради в Києво-Могилянській академії

Померла після тривалої хвороби на 67-му році життя 11 жовтня 2013 року. Похована разом із родиною на Байковому кладовищі (північна частина ділянки № 33, 50°25′3.90″ пн. ш. 30°30′9.90″ сх. д. / 50.4177500° пн. ш. 30.5027500° сх. д.).

### Родина
Батько — письменник Микита Шумило (1903—1982). Чоловік сестри — кінознавець Сергій Тримбач (нар. 1950).

## Праці
монографії
- Проза Степана Васильченка. Питання поетики (1986)
- Під знаком національної самобутності. Українська художня проза і літературна критика кінця ХІХ — поч. ХХ ст (2003)
- Історія української літератури, у 2-х книгах (1993—1995)

## Відзнаки
- Премія імені Сергія Єфремова